# 普捷耶茨
普捷耶茨（羅馬化：Puteyets）是俄罗斯科米共和国的市级镇，属伯朝拉市。
该地2021年有人口890人；2010年人口1,116；2002年人口1,286；1989年人口1,485。